# Teenage Lesbian
Teenage Lesbian ist ein Porno-Spielfilm der Regisseurin Bree Mills aus dem Filmjahr 2019. Er wurde 2019 bei den XBIZ Awards unter anderem als „Feature Movie of the Year“ ausgezeichnet.

## Handlung
Der Film spielt in den 1990er Jahren und wird als eine Reihe von Erinnerungen erzählt. Er ist ein emotionaler Blick auf das letzte High-School-Jahr der 18-jährigen Sam, in dem diese sich mit sich selbst und ihrer Homosexualität auseinandersetzt.

## Auszeichnungen
- 2020: AVN Award – Movie of the Year Best All-Girl Narrative Production[2]
- 2020: AVN Award – Best Girl/Girl Scene (Aidra Fox und Kristen Scott)[2]
- 2020: XBIZ Award – Feature Movie of the Year[3]
- 2020: XBIZ Award – All-Girl Feature Movie of the Year[3]
- 2020: XBIZ Award – Best Actress – All-Girl Movie für Kristen Scott[3]
- 2020: XBIZ Award – Best Supporting Actress (Kenna James)[3]
- 2020: XBIZ Award – Best Screenplay[3]
- 2020: XBIZ Award – Best Cinematography[3]
- 2020: XBIZ Award – Best Editing[3]
- 2020: XBIZ Award – Best Music[3]